# Economic Lot Scheduling Problem
Das Economic Lot Scheduling Problem (ELSP) ist ein Modell der Losgrößenplanung. In der deutschen Literatur wird es manchmal auch als Problem optimaler Sortenschaltung  oder Sortenwechselproblem bezeichnet. Es geht dabei von mehreren zu produzierenden Gütern aus, für die jeweils Bedarfsmengen oder Absatzmengen bekannt sind, die im zeitlichen Verlauf konstant sind (sogenanntes statisch-deterministisches Modell). Diese Produkte werden auf einer einzelnen Maschine produziert, wobei diese Maschine immer nur ein einzelnes Produkt gleichzeitig fertigen kann. Wenn eine andere Produktart gefertigt werden soll, also wenn ein neues Los gefertigt werden soll, fallen Rüstkosten an, oft in Form von Rüstzeiten.

## Beschreibung des Modells
Das Modell geht von folgenden Annahmen aus:
- einstufige Produktion mehrerer Produkte auf einer Maschine, die einen Engpass darstellt und entweder von einem einzelnen Produkt oder einem Rüstvorgang belegt sein kann
- endliche Produktionsgeschwindigkeit und reihenfolgeunabhängige Rüstkosten (bei reihenfolgeabhängigen Rüstkosten ergibt sich ein verallgemeinertes Rundreiseproblem)
- konstante Absatzgeschwindigkeit
- unendlicher Planungshorizont

Ziel ist die Ermittlung einer Losauflagepolitik. Es soll also ermittelt werden, zu welchen Zeitpunkten die einzelnen Lose aufgelegt werden und wie groß diese sein sollen. Da der Planungszeitraum unendlich lange ist, wird für jedes Produkt normalerweise die Zeit {\displaystyle \tau } angegeben, nach der das entsprechende Los erneut aufgelegt wird (sogenannte Zyklusdauer). Meist beschränkt man sich in der Literatur auf Vereinfachungen bezüglich der Zyklusdauer:
- Bei {\displaystyle \tau }-stationären Politiken sind die Zyklendauern für alle Produkte identisch.
- Bei sogenannten Basispolitiken ist jede Zyklusdauer ein ganzzahliges Vielfaches einer Basiszyklusdauer {\displaystyle \tau _{B}}.
- Eine besondere Form der Basispolitik ist die {\displaystyle 2^{x}}-Politik, bei der alle Zyklendauern durch Multiplikation einer Zweierpotenz mit der Basiszyklusdauer gebildet werden, also z. B. das 1-, 2-, 4- oder 8-Fache des Basiszyklus sind.

Die Lösung des Problems ist äußerst komplex. Von Spezialfällen abgesehen (z. B. nur ein Produkt) gehört es zu den NP-schweren Problemen. Sogar für den Fall, dass die Zyklendauern gegeben sind, ist die Ermittlung einer zulässigen Maschinenbelegung immer noch NP-schwer. Häufig werden daher nur Fälle für 2 Produkte untersucht oder solche mit Beschränkungen bei den Losauflagepolitiken.